# Zemljopis Meksika
Meksiko je smješten na jugozapadnom djelu Sjeverne Amerike, a proteže se više od 3000 km od sjeverozapada prema jugoistoku. Različite je širine od otprilike 2000 km na sjeveru do najmanje 220 km uz kanal Tehuantepec na jugu.
Meksiko graniči sa Sjedinjenim Američkim Državama na sjeveru, Belizeom i Gvatemalom na jugoistoku. Zapadni poluotok Baja California (u prijevodu Niska Kalifornija) dugačak je 1250 km i zatvara Kalifornijski zaljev. Na istoku se nalazi Meksički zaljev i plaža Campeche, koja je formirana drugim meksičkim poluotokom Yucatanom. 

## Reljef
Središnji Meksiko je visoravan otvorena na sjeveru, s planinskim lancima na istoku i sjeverozapadu, te okružen niskim obalama.
Veličina Meksika je ¼ SAD-a.

## Klima
Klima varira od pješčanih i kamenitih pustinja na sjeveru do vlažnih tropskih šuma na jugoistoku. Umjerena klima prevladava u središnjoj visoravni (temperatura se smanjuje s visinom, te je u nižim dijelovima Meksika pretoplo, a u planinama se pojavljuje umjerena klima). Viši vrhovi planina imaju hladnu klimu, a u najvišim je polarna s vječnim snijegom i ledom. Najviše padalina prima poluotok Yucatan, a najmanje Baja California.

## Stanovništvo
Najgušće je naseljena središnja visoravan (zbog povoljnije klime). Većinu stanovništva čine mestici (mješanci Europljana bijelaca i žutih Indijanaca), a Indijanci čine čak trećinu stanovništva. Najrjeđe je naseljen pustinjski sjeverozapad i prašumski jugoistok države.

## Vanjske poveznice

### Ostali projekti
|  | Zajednički poslužitelj sadrži atlas Meksika |